# Pierwotnojamowce
Pierwotnojamowce (Acelomata) – zwierzęta, których pierwotna jama ciała, wypełniona parenchymą lub płynem, jest  pozostałością blastocelu.
Acelomata występuje u:
- perenchymowców:
  - płazińców
  - wstężniaków
- pseudojamowców:
  - kolcogłowów
  - nicieni
  - niezmogowców
  - nitnikowców
  - wrotków